# Astrid Stampe Feddersen
Astrid Stampe Feddersen, født baronesse Stampe (19. december 1852 på Christinelund, Skibinge Sogn – 16. april 1930 i København) var en dansk kvinderetsforkæmper, søster til bl.a. Rigmor Stampe Bendix.
Stampe sluttede sig tidligt til kvindebevægelsen og var 1883-87 bestyrelsesmedlem i Dansk Kvindesamfund, tog aktivt del i arbejdet for kvindesagen og forfattede småskrifterne Kvindesagen (1886, andet oplag 1907) og Kan Kvindesagen og Sædelighedssagen skilles ad? (1888).
Stampe blev igen i 1903 valgt til bestyrelsen i Danske Kvindesamfund, og var formand 1913-18. Hun var sammen med Jutta Bojsen-Møller og Gyrithe Lemche en af de første Kvinder til at tale fra Skamlingsbanken ved "Det store kvindemøde" i 1912 . I 1914 ledede hun det første nordiske kvindesagsmøde i København og i 1915 så hun indførelsen af kvindernes valgret til Folketinget (hun havde i 1908 udøvet en ikke ringe indflydelse på indførelsen af deres kommunale valgret). Endelig oplevede hun at ægteskabsloven af 1924 sikrede hustruens retsstilling både med hensyn til den fælles formue og børnene, en sag, som hun havde omfattet med den største varme siden 1885. Således opnåedes fuldbyrdelsen af det mål, som hun i 1887 formede i ordene: "Kvindens lige stilling med manden i familie, samfund og stat". På sin 70 års fødselsdag i 1922 fik hun Fortjenstmedaljen i guld.
Stampe var datter af lensbaron Henrik Stampe på Stampenborg, Nysø, og havde 1881 indgået ægteskab med assistent i Indenrigsministeriet G.H.V. Feddersen (1848-1912), som i 1895 blev amtmand i Ringkjøbing Amt og 1903 stiftamtmand i Lolland-Falsters Stift.
Der findes portrætter malet af Mathias Taube og af Frants Henningsen.